# Graubraune Frühherbsteule
Die Graubraune Frühherbsteule (Ammoconia caecimacula), auch Graubraune Wollrückeneule genannt, ist ein Schmetterling (Nachtfalter) aus der Familie der Eulenfalter (Noctuidae).

## Merkmale

### Falter
Mit einer Flügelspannweite von 35 bis 48 Millimetern zählen die Falter zu den mittelgroßen Eulenfaltern. Die Grundfärbung der Vorderflügel variiert nur gering von blass ockerfarben bis zu graubraun. Während die innere Querlinie in der Mitte deutlich fleckenartig verdickt und rotbraun oder schwarzbraun getönt ist, erscheint die äußere Querlinie doppelt und undeutlich. An der Wellenlinie sind oftmals nach innen gerichtete, dunkle Schatten erkennbar. Nieren- und Ringmakel sind groß, hellgrau gefüllt und dünn rotbraun umrandet. Bei den männlichen Exemplaren sind die Hinterflügel weißlich, bei den Weibchen graubraun gefärbt. Der Körper ist pelzig behaart. Die Fühler der Männchen sind kurz sägezahnartig bewimpert.

### Ei, Raupe, Puppe
Das rötlichgraue Ei hat eine kugelige Form mit einer stark abgeflachten Basis und ist mit gewellten Rippen versehen.
Jüngere Raupen haben eine grüne Färbung und zeigen einen gelblichen Seitenstreifen. Bei den erwachsenen Tieren herrscht eine braune Grundfarbe vor. Rücken-, Nebenrücken- und Seitenlinien heben sich heller ab. Die weißen Stigmen sind schwarz gesäumt.
Die Puppe ist dunkel kastanienbraun gefärbt und besitzt einen stielförmigen, mit zwei kräftigen Dornen versehenen, gerunzelten Kremaster.

### Ähnliche Arten
Bei den Faltern von Ammoconia senex überwiegen graue Farbelemente. Auch fehlt ihnen die Verdickung der inneren Querlinie.

## Verbreitung und Lebensraum
Die Art ist in fast ganz Europa verbreitet, fehlt jedoch im Süden Spaniens, in Großbritannien, Irland sowie der Nordhälfte Fennoskandinaviens. Sie kommt auch in Kleinasien, Nordasien und Westturkestan vor. Im Osten leben die Unterarten transcaucasica und sibirica. Die Tiere sind hauptsächlich in trockenen Gebieten, wie warmen Hängen, Magerrasenflächen, Weinbergen, sonnigen Böschungen und Sandfluren anzutreffen.

## Lebensweise
Die Falter sind dämmerungs- und nachtaktiv und leben von August bis Oktober, zuweilen bis in den November hinein. Sie besuchen gerne künstliche Lichtquellen und Köder. Als Futterpflanzen der überwiegend von April bis Juni lebenden Raupen wird eine Vielzahl unterschiedlicher niedriger Pflanzen genannt, beispielsweise Weißes Waldvöglein (Cephalanthera damasonium) sowie Ampfer- (Rumex), Leimkraut- (Silene), Ginster- (Genista), Labkraut- (Galium), Braunwurz- (Scrophularia) und Löwenzahnarten (Taraxacum). Bevorzugte Nahrung der Raupen sind die Blüten und Früchte der Futterpflanzen. Die Verpuppung erfolgt in einer Erdhöhle. Überwinterungsstadium ist das Ei.

## Gefährdung
Die Graubraune Frühherbsteule ist in den meisten deutschen Bundesländern nicht selten und wird auf der Roten Liste gefährdeter Arten als nicht gefährdet geführt.